# Noorderhaaks
Noorderhaaks, també anomenat Razende Bol, és un illot sorrenc situat al sud-oest de Texel (al qual pertany administrativament). El seu origen és atribuïble als corrents que es generen a l'estret de Marsdiep (que separa Den Helder de Texel) per efecte de la marea i l'ompliment i buidament del mar de Wadden. Orfe d'equipament per fixar-lo, es desplaça amb una velocitat de 100 metres l'any en direcció l'estret, pel que s'especula si s'acabarà unint a Texel.
És emprat pels militars neerlandesos com a camp d'entrenament. Malgrat això, se'l considera força verge, i serveix de refugi a diverses menes d'ocells i foques.
La seva superfície correspon a la d'una ciutat mitjana, amb uns 3 quilòmetres de longitud.